# 荣市街道
荣市街道是中国黑龙江省哈尔滨市南岗区下辖的一个街道，建于1946年，位于南岗区中部，南部与奋斗街道、革新街道接壤，西与花园街道、松花江街道相接，南与道外区南马路街道相邻。